# ヒュパティア
ヒュパティア（古代ギリシャ語: Ὑπατία, ラテン文字転写: Hypatia, 350年から370年頃 - 415年3月）は、東ローマ時代のエジプトで活動したギリシャ系の数学者・天文学者・新プラトン主義哲学者。ハイパティアともヒパティアとも呼ばれる。

## 人物

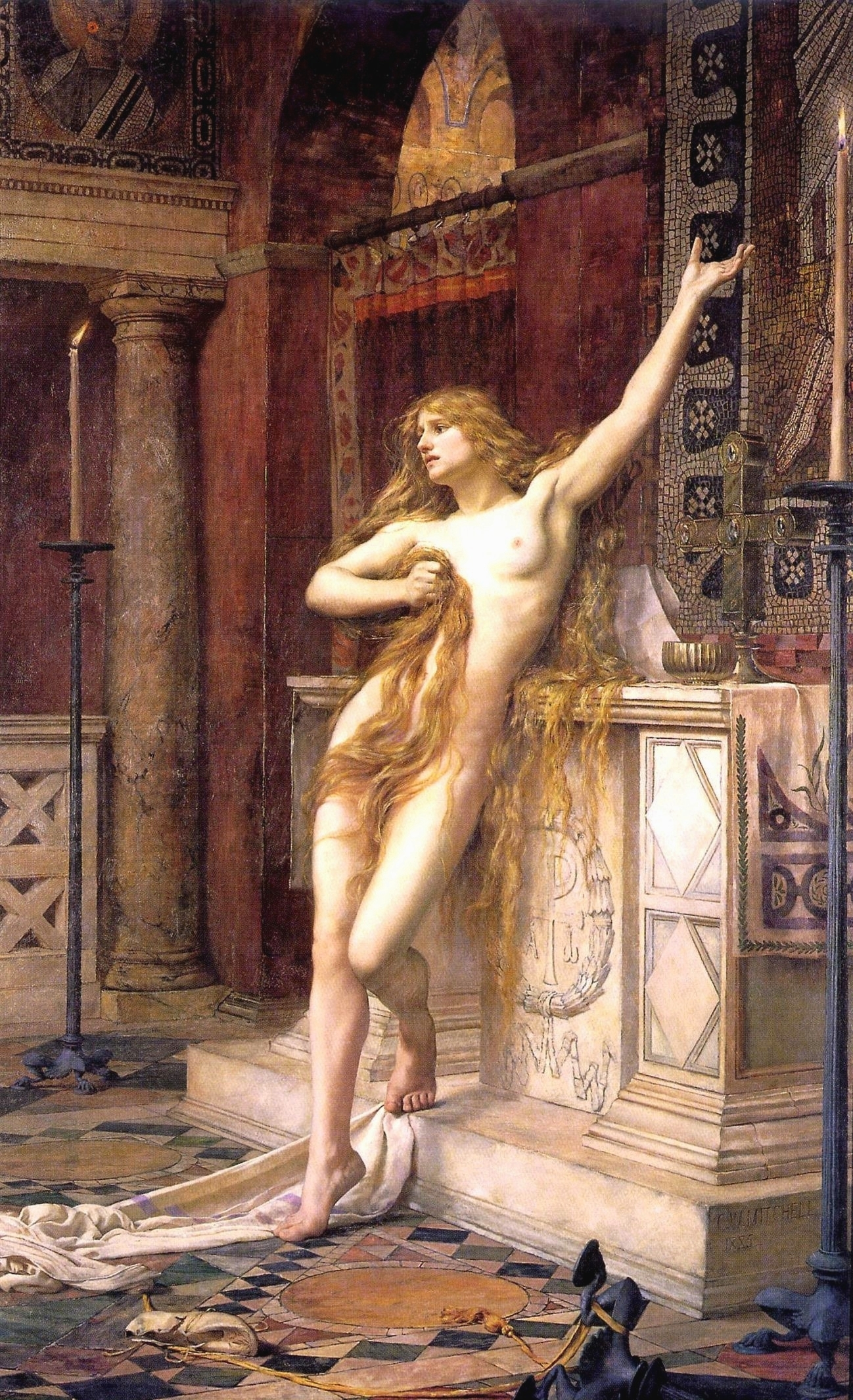
『ヒュパティア』（チャールズ・ウィリアム・ミッチェル画）

アレクサンドリアのテオンの娘として生まれ、新プラトン主義の創始者プロティノスと新プラトン主義のシリアでの分派の創設者イアンブリコスの2人の学統を継いだ。400年頃、アレクサンドリアの新プラトン主義哲学の学校長に就任し、プラトンやアリストテレスの思想について講義を行った。当時のヒュパティアとの書簡、例えば、シュネシオスがヒュパティア宛に出した書簡が7通現存している。
ヒュパティアは様々な書物に対して註解を著した。後世の『スーダ辞典』によれば、ディオファントスが著した『算術』にも、ペルガのアポロニウス著の『円錐曲線論』にも、そして、天文のカノンに対しても註解を著したという。父テオンが著した『アルマゲスト解説』第3巻の本文をヒュパティアが校訂したと伝えられる。これらの註解は散逸してしまったが、『算術』の註解はアラビア語訳されたものの一部が断片的に現存している。
アストロラーベ（天体観測儀）とハイドロスコープの発明については、ヒュパティアに意見を求めたシュネシオスの手紙の中で知られていることから、彼女が特に天文学と数学に専念していたことを示している。また、哲学に関する著作物は存在が全く知られていない。

## キリスト教との反目
ヒュパティアの哲学は他の新プラトン主義の学校の教義より学術的で、その関心のためか科学的で神秘主義を廃し、しかも妥協しない点では、キリスト教徒からすると全く異端であった。
ヒュパティアのものであると伝えられている「考えるあなたの権利を保有してください。なぜなら、まったく考えないことよりは誤ったことも考えてさえすれば良いのです」とか「真実として迷信を教えることは、とても恐ろしいことです」といった言動は、当時のキリスト教徒を激怒させた。
その時既にヒュパティアは、キリスト教から見て神に対する冒涜と同一視された思想と学問の象徴とされた。

## 当時の社会
380年にキリスト教徒のテオドシウス1世は、異端アリウス派と異教に対してローマ帝国全域での迫害の方針を定めた。
391年、テオドシウス1世はアレクサンドリアの司教テオフィロスの求めに答えて、アエギュプトゥスの非キリスト教の宗教施設・神殿を破壊する許可を与えた。暴徒は、サラピス寺院やアレクサンドリア図書館や他の異教の記念碑・神殿を破壊した。その後、393年には暴力、特に略奪とユダヤ人のシナゴーグの破壊を法律で抑えようとの試みがなされた。
だが、412年、アレクサンドリアの総司教であったアンティオキアのヨハネス1世が後ろ盾となっていた強硬派のキュリロスによる異教徒迫害および破壊活動が起きた。
そして414年、キリスト教徒の集団により、アレクサンドリアからの違法で強制的なユダヤ人の追放がなされ、緊張がその頂点に達した。

## 最期

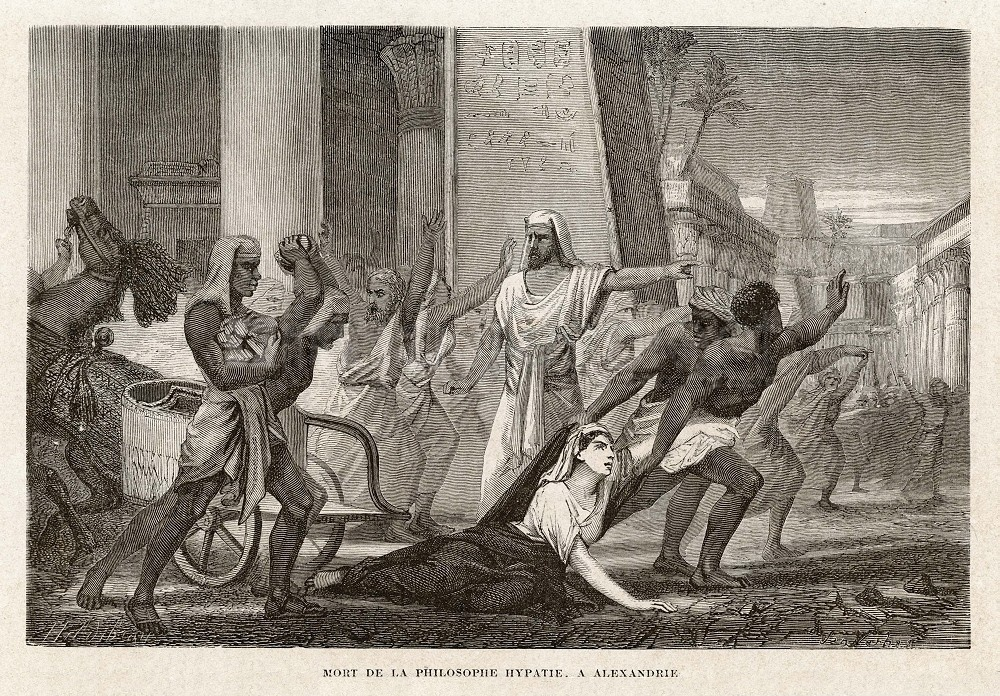
虐殺されるヒュパティア

こうした状況の中で415年、暴徒（5世紀の教会史家ソクラテス＝スコラティコスはキリスト教徒ペトロスに率いられた暴徒としている）によって殺害された。エドワード・ギボンは「四旬節のある日、総司教キュリロスらが馬車で学園に向かっていたヒュパティアを馬車から引きずりおろし、教会に連れ込んだあと、彼女を裸にして、カキの貝殻で生きたまま彼女の肉を骨から削ぎ落として殺害した」と著書の『ローマ帝国衰亡史』に記している。
その後のアレクサンドリアでは、キリスト教徒・ユダヤ教徒がプトレマイオス朝以来の知的成果（プラトン主義を含む）を引き継ぎ、アラブ人に征服されるまで聖書文献学の中心として発展した。
博識で美しき女性哲学者とされたヒュパティアの伝承は、劇的な虐殺の記述と共に、後世に多数の作家による文学作品となった。
ヒュパティアと類似して、酷たらしい拷問の末に殉教したという聡明な女性・アレクサンドリアの聖カタリナは、秘かにヒュパティアを慕いその死を悔やむキリスト教徒が、ヒュパティアの投影として物語った伝説かも知れないという説がある。

## 史料
ヒュパティアに関する史料は少なく、全部集めても15頁に満たない、とされる。どの史料も断片的であるが、もっとも主要な史料は、5世紀の教会史家ソクラテス＝スコラティコスの『教会史』、哲学者ダマスキオスの『イシドーロス伝』、シュネシオスの書簡集である。
シュネシオスはヒュパティアの弟子であり、彼の書簡集に収められている156通の書簡のうちの7通がヒュパティア宛であり、その他の書簡でもわずかにヒュパティアに言及されている。これらの書簡からヒュパティアがアレキサンドリアの学術の場で果たしていた役割が知られるとともに、シュネシオスの活動から、当時の哲学者がアレキサンドリアで果たしていた役割が垣間見られ、ヒュパティアの所属していた文化サークルの性質もうかがうことができる。
ソクラテスはアレキサンドリアにいたわけではないのでヒュパティアと面識はなく、キリスト教徒であったが、彼も同時代人であり、ヒュパティアについてもっともまとまった言及があるが、それでも1頁程度である。
ダマスキオスは100年後の新プラトン主義者でアテナイで活動したが、若いころにアレクサンドリアに滞在しており、そこで彼の師となるアレクサンドリアのイシドーロスと出会い、後年その伝記である『イシドーロス伝』を書いた。この伝記にはアレクサンドリアで活動したヒュパティアの弟子筋の人々も登場し、ヒュパティアにも言及がある。ヒュパティアの美貌や処女性、映画にも登場した布のエピシードはダマスキオスが初出である。イシドーロス伝には司教キュリロスの嫉妬心を買う程に多くの人々がひっきりなしにヒュパティアの家を訪れて、家の前が混雑している様子が記載されており、ヒュパティアが当時のアレクサンドリアの重要人物であった様子がうかがい知れ、ソクラテス『教会史』より更に明確にヒュパティアがアレクサンドリアの公共の場に関わりを持っていた様子がうかがい知れる。